# Twann
Twann (Frans (verouderd): Douanne) is een plaats en voormalige gemeente in het Zwitserse kanton Bern, die deel uitmaakt van het district Biel/Bienne. Samen met Tüscherz-Alfermée vormt Twann sinds januari 2010 de gemeente Twann-Tüscherz.